# 홍가
홍가(鴻嘉)는 중국 전한(前漢) 성제(成帝)의 네 번째 연호이다. 기원전 20년에서 기원전 17년까지 4년 동안 사용하였다.

## 연대대조표
| 홍가                | 원년        | 2년         | 3년         | 4년         |
| 서력                | 기원전 20년 | 기원전 19년 | 기원전 18년 | 기원전 17년 |
| 육십간지 (六十干支) | 신축(辛丑)  | 임인(壬寅)  | 계묘(癸卯)  | 갑진(甲辰)  |

## 같이 보기
- 중국의 연호

| 이전 연호 양삭(陽朔) | 중국의 연호 전한(前漢) | 다음 연호 영시(永始) |